# Затвор Гарріса
Затвор Гарріса являє собою смугу пристрію з трьома світлофільтрами, винайдений Робертом С. «Бобом» Гаррісом з «Кодака», для виготовлення кольорових фотографій з різними основними кольоровими шарами, що піддаються в окремих часових інтервалах поспіль . Термін затвор Гарріса також використовується в техніці або ефектах.
Ефект отримують шляхом повторного просвітлення кадрів плівки при накладанні червоних, зелених і синіх фільтрів, в свою чергу тримаючи при цьому камеру нерухомо. Це створює веселку кольорів навколо будь-якого об'єкта, який рухається в кадрі. Деякі хороші фотографи у вигляді предмета використовують водоспади (на фото ліворуч), хмари, які пливуть над ландшафтом або людей, які йдуть через жваву міську площу.
Традиційно, цей метод виконується за допомогою камери, що враховує в регістрі декілька експозицій, а також зміну фільтрів на передній частині об'єктива. Іншою альтернативою було просвітлення краплі через фільтр, який складався з трьох кольорових гелів і двох непрозорих ділянок, яка буквально впала через тримач фільтра під час експозиції.
З появою цифрової фотографії, цей процес став набагато простіший — фотограф може сфотографувати три кольорові фотографії на місці, а потім використати програмне забезпечення, щоб взяти червоний канал від однієї експозиції, в поєднанні з синьою та зеленою експозицією з двох інших фото для хорошого ефекту — це навіть дозволить скорегувати рух, якщо камера випадково почала рухатись між експозиціями. Ще одна перевага цифрової обробки це те, що можна отримати різні результати шляхом повторного використання каналу RGB кожного шару.

## Галерея

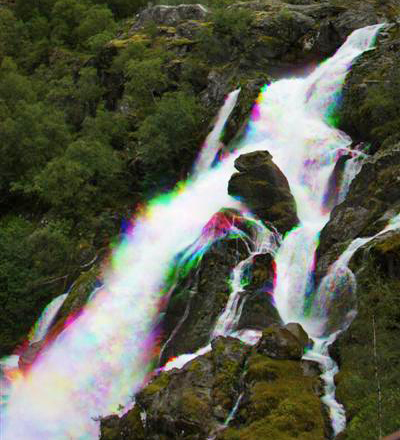
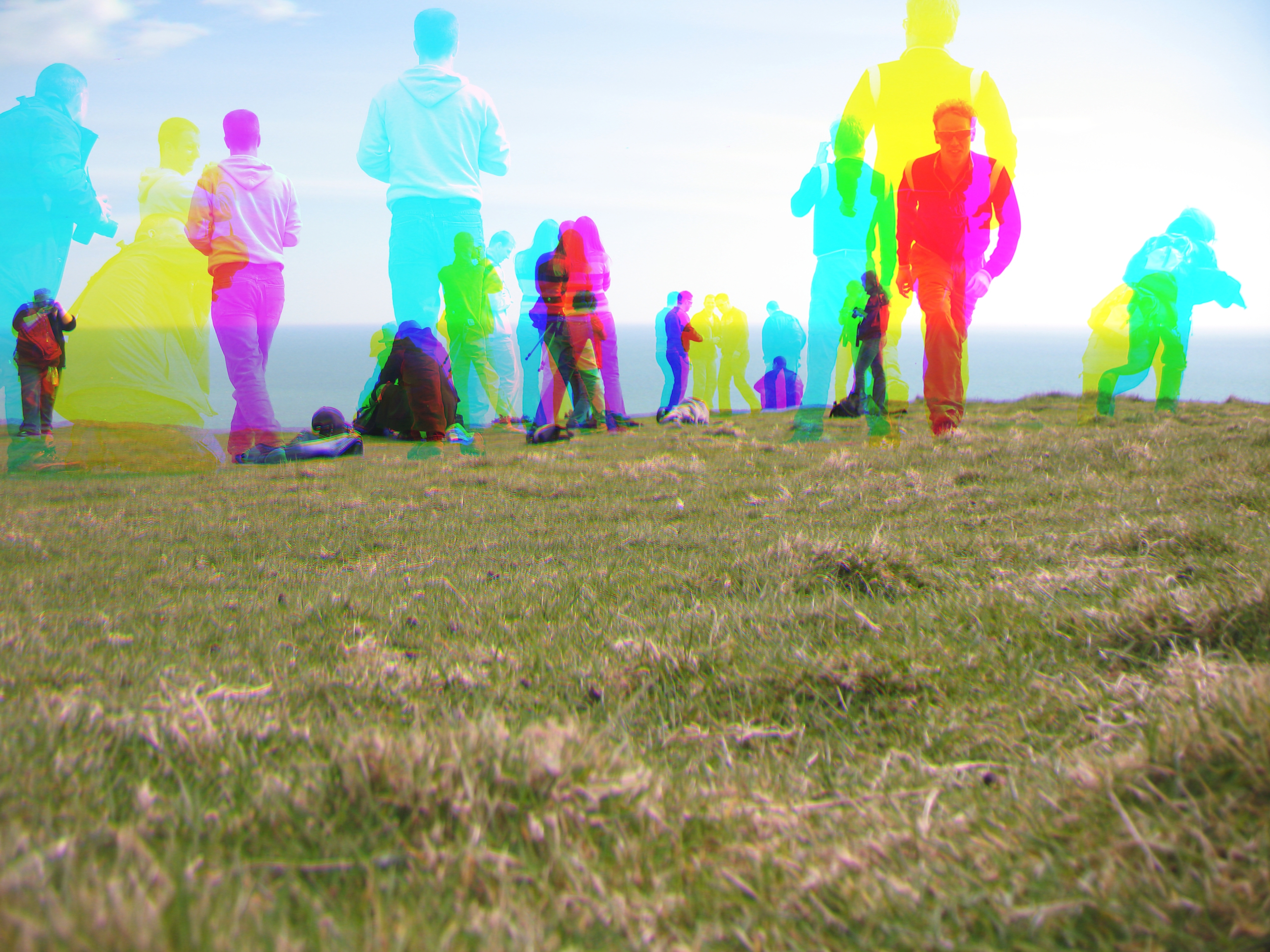
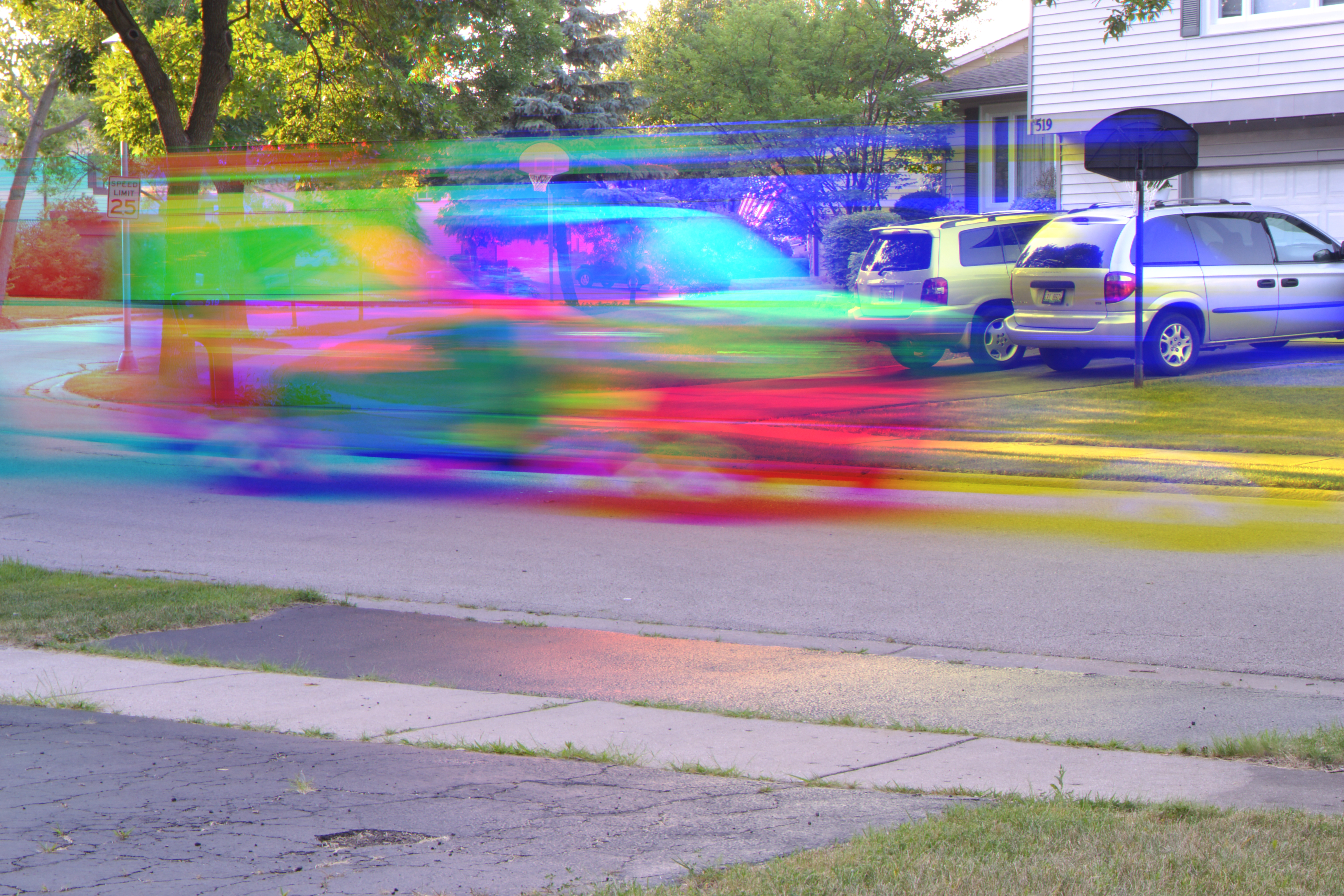